# Chřestýšovec mangšanský
Chřestýšovec mangšanský (Protobothrops mangshanensis) je jedovatý druh zmijovitého hada, endemitně se vyskytujícího v malých oblastech provincií Chu-nan a Kuang-tung v Čínské lidové republice. Tvrzení, že jako jediný had z čeledi zmijovitých je tento chřestýšovec schopný plivat jed při obraně na delší vzdálenost (dále mají tuto schopnost jen korálovcovití, tedy plivající kobry a kobra obojková), nebylo prokázáno.

## Popis
Chřestýšovec mangšanský má žluto-zeleno-hnědé zbarvení, robustní tělo a velkou trojúhelníkovitou hlavu. Dosahuje v dospělosti délky až okolo 2 metrů a váhy 3 až 5 kg. Mezi očima a čichovými dírkami má jamky s čidly schopnými vnímat tepelné záření. Jedové žlázy obsahují velké množství jedu, který má koagulační a hemoragické účinky.

## Ekologie a chování
Žije v subtropických lesích. Živí se hmyzem, hlodavci, obojživelníky a ptáky. Jde o vejcorodý druh, samice klade 20 až 27 vajec v červnu a červenci. Čerstvě vylíhlá mláďata měří asi 40 cm a váží okolo 30 gramů.

## Ohrožení
Chřestýšovec mangšanský je podle IUCN považován za ohrožený druh. Důvodem je jednak malá plocha, na které druh žije (asi 300 čtverečních kilometrů), jednak také kvůli tomu, že může jít o oblíbeného domácího mazlíčka. V současnosti počty chřestýšovců mangšanských klesají a podle čínských oficiálních zdrojů dosahovaly k roku 2009 jen asi 500 jedinců.

## Chov v zoo
Chřestýšovec mangšanský je v Evropě podle databáze Zootierliste chován v pouhých osmi zoo, z toho v pěti v rámci Evropské asociace zoologických zahrada a akvárií (EAZA). V Česku chová tento druh Zoo Praha, která jej zároveň jako jedna z mála v Evropě rozmnožila. Potkáte je i v Zoo Plzeň ve specializované expozici Království jedu. V roce 2014 se odchov podařil v moskevské zoo.

### Chov v Zoo Praha
Zoo Praha chová tento druh od roku 2014. První úspěšný odchov v zoo v Česku se podařil v roce 2017. Tehdy se v srpnu ze snůšky deseti oplozených vajec vylíhla dvě mláďata. Úspěchu předcházelo hlubší chovatelské poznání tohoto druhu. Po několika letech chovu v páru a neoplozených vejcích se jako úspěšný ukázal model se dvěma vzájemně soupeřícími samci. Ten vybral vítěze, který se ucházel o přízeň samice. Celý proces od souboje samců po vylíhnutí trval v Zoo Praha takřka rok a jeho průběh byl popsán takto:
|   | období                | popis |
| - | --------------------- | --- |
| 1 | přelom léta a podzimu | několikahodinový souboj samců – „tanec“, při němž se snaží hadi dostat soupeře k zemi; vítěz jde na dva měsíce k samici |
| 2 | podzim                | námluvy, páření |
| 3 | zima                  | hibernace – ochlazení organizmu nutné pro dozrání pohlavních buněk                                                      |
| 4 | jaro                  | samice se oplozuje spermatem z podzimního páření                                                                        |
| 5 | počátek léta (červen) | kladení vajec |
| 6 | léto (srpen)          | po necelých dvou měsících od nakladení líhnutí mláďat                                                                   |

Na počátku roku 2018 bylo v zoo chováno 5 jedinců. Na konci roku 2019 se jednalo o 3 samce a jednu samici.
Chřestýšovce je možné vidět v pavilonu Velemlokárium v dolní části zoo.

## Literatura a film

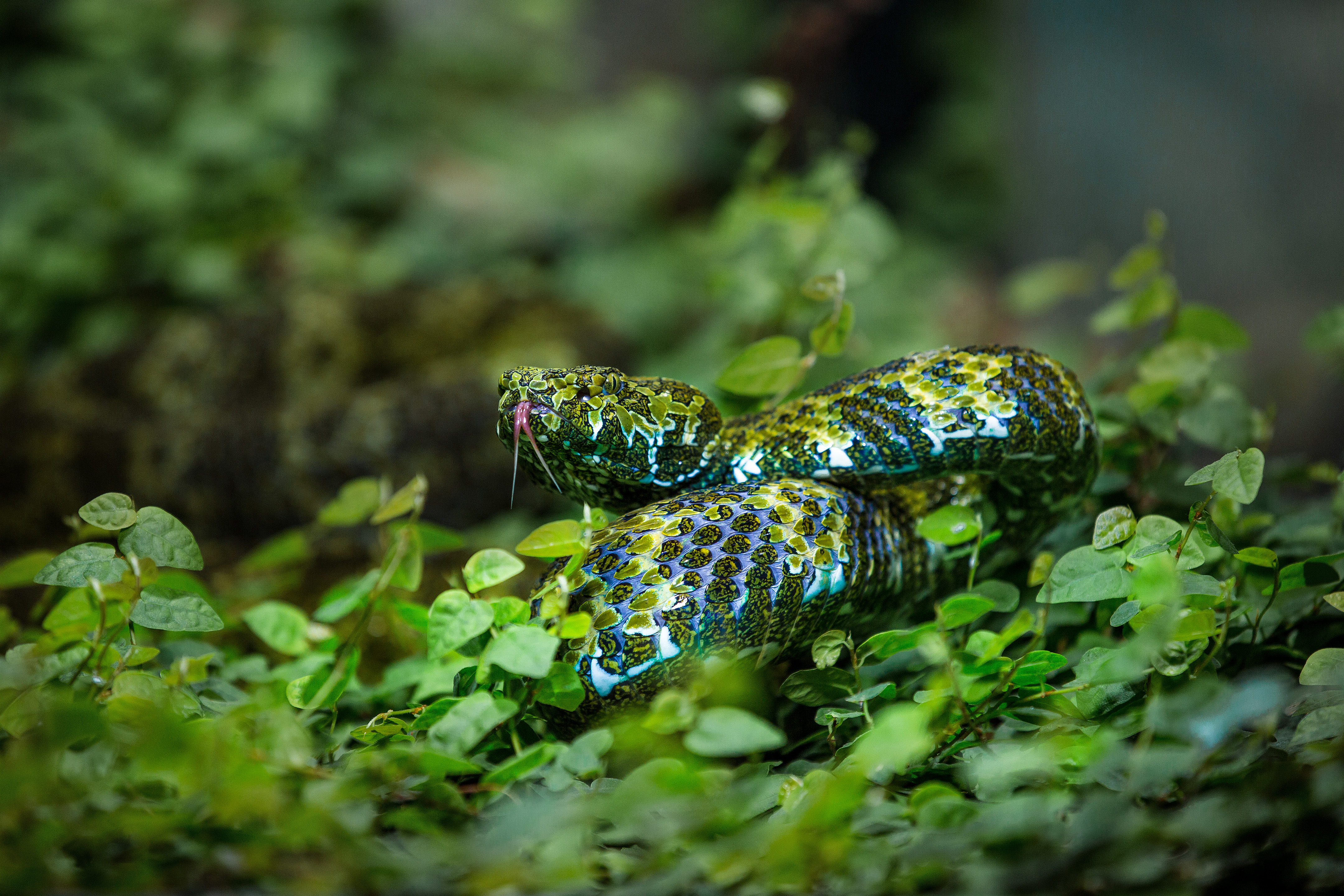
Chřestýšovec mangšanský v Zoo Praha